# Fernando Évora
Fernando Évora (Faro, 8 de agosto de 1965) é um escritor português.

## Biografia
Licenciado em História, Fernando Évora obteve o prémio Damião de Odemira, em 1999, e, no ano seguinte, o prémio da ARCA, ambos na modalidade de conto. Em 2001 publicou pelas Edições Colibri A fonte de Mafamede, como resultado de menção honrosa obtida no Prémio Literário Manuel Teixeira Gomes. Desde essa altura editou, além de livros infantis, Como se de uma fábula se tratasse (primeiro em edição da Câmara Municipal de Portimão, depois em edição de autor) e No país das Porcas-Saras (Esfera do Caos). Em 2012 editou Amor e Liberdade de Germana Pata-Roxa, também com a editora Esfera do Caos.

## Obras publicadas
- A Fonte de Mafamede
- Como se de uma fábula se tratasse
- No País das Porcas-Saras
- Amor e liberdade de Germana Pata-Roxa
- O Diabo dos Políticos[1]
- O Mel e as Vespas[6]

### Livros infantis
- O Zé Cantante vai à Faceco
- Animais do nosso concelho